# Anastácia, a Patrícia
Anastácia, a Patrícia (em latim: Anastasia Patricia) foi uma bizantina do século VI. Viveu no tempo do imperador Justiniano I (r. 527–565). Se sabe que era patrícia e esposa dum cônsul, cujo nome é incerto. Foi perseguida pelo imperador, o que atraiu os ciúmes da imperatriz Teodora. Para evitar sua fúria, fugiu para Alexandria, onde fundou, em Pempton, o Mosteiro de Anastácia ou Mosteiro da Patrícia. Depois da morte de Teodora em 548, Justiniano tentou convencê-la a retornar à capital imperial de Constantinopla, mas ela decidiu abandonar o mosteiro e buscar ajuda de Aba Daniel, o hegúmeno de Escetes. Ele a instalou numa cela em 27 quilômetros de Escetes e secretamente a visitou semanalmente para lhe fornecer água. Em 576, após 28 anos da chegada dela, um discípulo de Daniel encontrou um óstraco que indicava que ela morreria em breve. Daniel partiu com seu discípulo para lhe dar a comunhão e receber suas últimas palavras. Depois de sua morte, foi tida como santa e é celebrada no dia 10 de março (26 de Tobi). A sua história foi transmitida na recensão do Baixo Egito do sinaxário copto-árabe e na Vida de Daniel.